# 기타고촌 (시즈오카현)
기타고촌(일본어: 北郷村)은 일본 시즈오카현의 북동쪽 후지산의 동쪽 기슭에 있던 슨토군의 촌이다. 1956년에 오야마정과 합병하였다.

## 역사
- 1889년 4월 1일 - 정촌제 시행에 수반해 슨토군 기타고에촌이 성립하였다.
- 1956년 8월 1일 - 오야마정에 편입해 소멸하였다.
- 1957년 9월 1일 - 구촌 지역 중 후루사와 지구가 오야마정에서 분리되어 고텐바시에 편입되었다.

## 교통
고텐바선 아사가라역, 스루가오야마역, 고텐바역이 가깝다.

## 참고 문헌
- 角川日本地名大辞典編纂委員会,『角川日本地名大辞典 22 静岡県』, 角川書店, 1978年, ISBN 4-04-001220-8